# Аспектно-ориентированное программирование
Аспе́ктно-ориенти́рованное программи́рование (АОП) — парадигма программирования, основанная на идее разделения функциональности для улучшения разбиения программы на модули.
Методология АОП была предложена группой инженеров исследовательского центра Xerox PARC под руководством Грегора Кичалеса (Gregor Kiczales). Ими же было разработано аспектно-ориентированное расширение для языка Java, получившее название AspectJ — (2001 год).

## Обоснование
Существующие парадигмы программирования — процедурное, модульное, объектно-ориентированное программирование (ООП) и предметно-ориентированное проектирование — предоставляют определённые способы для разделения и выделения функциональности: функции, модули, классы, но некоторую функциональность с помощью предложенных методов невозможно выделить в отдельные сущности. Такую функциональность называют сквозной (от англ. scattered — разбросанный или англ. tangled — переплетённый), так как её реализация распределена по различным модулям программы. Сквозная функциональность приводит к рассредоточенному и запутанному коду, сложному для понимания и сопровождения.
Ведение лога и обработка исключений — типичные примеры сквозной функциональности. Другие примеры: трассировка; аутентификация и проверка прав доступа; контрактное программирование (в частности, проверка пред- и постусловий). Для программы, написанной в парадигме ООП, любая функциональность, по которой не была проведена декомпозиция, является сквозной.
Однако, как утверждают некоторые авторы, АОП может успешно применяться и для решения задач защиты, многопоточности, управления транзакциями и многих других.

## Основные концепции
Все языки АОП предоставляют средства для выделения сквозной функциональности в отдельную сущность. Так как AspectJ является родоначальником этого направления, используемые в этом расширении концепции распространились на большинство языков АОП.
Основные понятия АОП:
- Аспект (англ. aspect) — модуль или класс, реализующий сквозную функциональность. Аспект изменяет поведение остального кода, применяя совет в точках соединения, определённых некоторым срезом.
- Совет (англ. advice) — средство оформления кода, которое должно быть вызвано из точки соединения. Совет может быть выполнен до, после или вместо точки соединения.
- Точка соединения (англ. join point) — точка в выполняемой программе, где следует применить совет. Многие реализации АОП позволяют использовать вызовы методов и обращения к полям объекта в качестве точек соединения.
- Срез (англ. pointcut) — набор точек соединения. Срез определяет, подходит ли данная точка соединения к данному совету. Самые удобные реализации АОП используют для определения срезов синтаксис основного языка (например, в AspectJ применяются Java-сигнатуры) и допускают их повторное использование с помощью переименования и комбинирования.
- Внедрение (англ. introduction, введение) — изменение структуры класса и/или изменение иерархии наследования для добавления функциональности аспекта в инородный код. Обычно реализуется с помощью некоторого метаобъектного протокола (англ. metaobject protocol, MOP).